# Arrondissement di Vannes
L'arrondissement di Vannes è una suddivisione amministrativa francese, situata nel dipartimento del Morbihan e nella regione della Bretagna.

## Composizione
L'arrondissement di Vannes raggruppa 123 comuni in 17 Cantoni:
- cantone di Allaire
- cantone di Elven
- cantone di La Gacilly
- cantone di Grand-Champ
- cantone di Guer
- cantone di Malestroit
- cantone di Mauron
- cantone di Muzillac
- cantone di Ploërmel
- cantone di Questembert
- cantone di La Roche-Bernard
- cantone di Rochefort-en-Terre
- cantone di Sarzeau
- cantone di La Trinité-Porhoët
- cantone di Vannes-Centre
- cantone di Vannes-Est
- cantone di Vannes-Ovest